# ホージャ (社会集団)

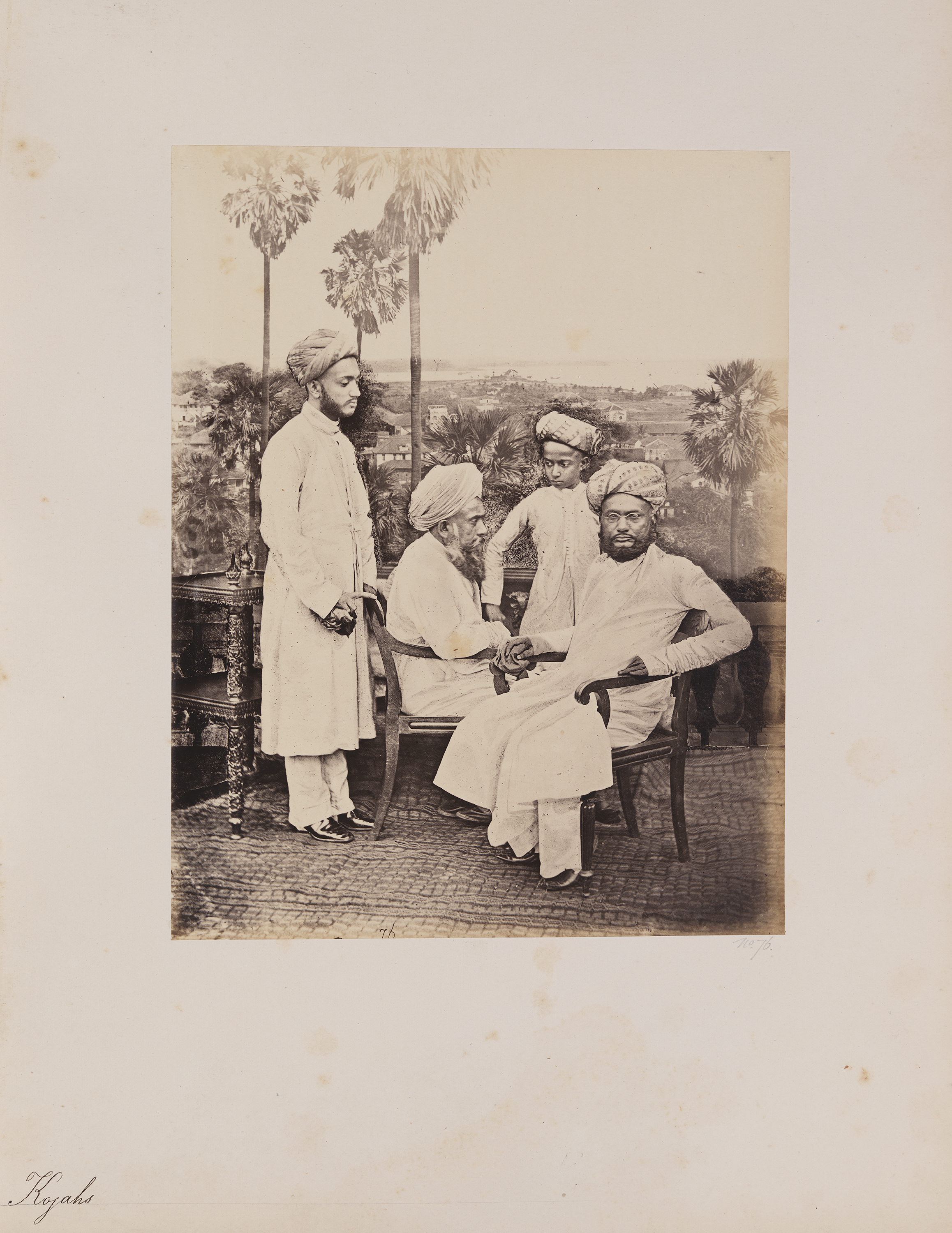
1855-1862年頃の西インドにてホージャの家族を写した古写真。

ホージャあるいはコージャ（Khoja; Khōdja）は、南アジアのニザール派ムスリムを中心とした社会集団を指す呼び名。厳密にはカースト（ジャーティ）だが、類縁の社会集団も含めてホージャと呼ばれることが多い。日本語文献においてはホージャ派と呼ばれることもある（#定義）。14世紀のピールの活動により改宗したスィンドやパンジャーブの商業カーストが起源とされる。17世紀には環インド洋交易に活発に進出し、アフリカ大陸東海岸やマダガスカル、ムンバイ（ボンベイ）などに交易ネットワークを築いた。19世紀にペルシアからニザール派イマームを集団のリーダーに迎え入れた。

## 定義
Encyclopaedia Britannica は14世紀にヒンドゥーからイスラームに改宗したインドのカーストのひとつであると定義している。Madelung (1986) は、ホージャ集団について、厳密な定義と緩い定義の二通りの定義をしている。厳密な定義としては、「ニザール派ムスリム、スンナ派ムスリム、及び、ニザール派コミュニティから離脱して十二イマーム派へ合流したムスリムからなるインドのカーストのひとつ」である。緩い定義としては、「南アジアのニザール派ムスリムを指すものとして一般的に使われている名称」である。なお、日本語文献では「ホージャ派」と言及される場合があるが、ニザール派の分派ではなく、教義などに違いはない。厳密な定義に従えば、「ホージャ」は信仰に基づいて分類された宗教集団ではなく、純粋にヒンドゥーの枠組みの中でとらえられた社会集団のひとつである。
伝承によれば、14世紀にピール・サドルッディーンというニザール派の宗教指導者がヒンドゥー・カーストのロハーナーの一部の改宗に成功し、改宗した人々がホージャ・カーストを形成した。「ピール,  pīr」は「年老いた」というペルシア語の語彙から転じて宗教集団の始祖や導師を指すようになった言葉である。ロハーナーはクシャトリヤ階級に属すとされ、そのためサドルッディーンは彼らを、ペルシア語で「主人」を意味する khōdja と呼び、改宗者の共同体の自称となった。

## 初期のピールの活動
サドルッディーン以前のインド亜大陸、南アジアにおけるニザール派共同体の歴史については、信頼できる史料が不足しているため、大部分が曖昧である。ホージャが保持する宗教文献 Satpanth には、ピールの師資相承の系譜図とともに、早い時代からインド亜大陸においてニザール派の教派宣伝が行われていたという説明がなされているが、時系列の関係が信頼に足るものではない。19世紀に書かれた Satpanth 文献に基づくホージャの歴史の解説書によると、まず、イマーム・ムスタンスィル（11世紀の人物）によって、あるいはイマーム・ハサン・アラー・ズィクリヒッサラーム（12世紀の人物）によって、サトグル・ヌール Satgur Nūr という名のダイラム人のダーイーがグジャラートに派遣され、ヒンドゥーの王、シッダラージャ・ジャヤシムハの改宗に成功した、とされる。しかし、サトグル・ヌールは9-10世紀の人物であるともされ、イマーム・ムハンマド・イブン・イスマーイールと同一人物であるとまでされる。

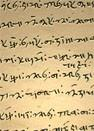
ピール・シャムスッディーンの宗教詩ジナーン。

スィンドへのニザール派の教派宣伝は、伝承によれば、ピール・シャムスッディーンというダーイーにより開始された。このピールは、一説によれば、ジャラールッディーン・ルーミーを導いた師シャムセ・タブリーズィーと同一人物であるとされる。また別の説によれば、アラムート期以後の最初のイマーム・シャムスッディーン・ムハンマドその人であるとされる。この場合、シャムスッディーン・ムハンマドは、インドへ行くためイマーム職を息子のカースィム・シャーに継承させた、ということになっている。
ピール・シャムスッディーンの作とされる宗教詩において謳われている同時代のイマームがカースィム・シャーであるため、彼は13世紀の人物かもしれない。彼にはまた、ムルターンのスーフィー聖者バハーウッディーン・ザカリーヤーと面会したという伝説もある。ピール・シャムスッディーンはスィンドのみならずパンジャーブでも活動し、ムルターンには霊廟もある。ムルターンやラーワルピンディーには主に金細工を生業とするシャムスィーと呼ばれる人々がいるが、彼らはピール・シャムスッディーンの活動によりニザール派イスマーイール主義イスラームに改宗したと伝承されている。

## 共同体の成立後
14世紀のサドルッディーン以後、ホージャ共同体を指導するピール位は、サドルッディーンの息子カビールッディーン・ハサンが継承した。カビールッディーン・ハサンの生涯については、17世紀のアブドゥルハック・ディヒラウィーが著した聖人伝が残る。これによると、彼は諸国を旅して多くのヒンドゥー教徒を改宗させたのちウチュに定住し、1470年頃に亡くなった。また、彼の名前はスフラワルディー教団のシャイフの師資相承の系譜図の中にも見え、この時代のニザール派イスマーイール主義がスーフィズムと深くかかわっていたことが示唆される。
カビールッディーン・ハサンの歿後、ピール位はその弟が継ぐが、息子たちも権利を主張する。息子の一人、イマーム・シャーは、グジャラートの農村部での宣教に成功し、ホージャの伝承によれば、同地のスルターン、マフムード・ベグラーの改宗をも得たとされる。イマーム・シャーの息子ナル・ムハンマド・シャーは、マフムード・ベグラーの娘と婚姻した。イマーム・シャーは1513年に亡くなったが、ナル・ムハンマド・シャーは、父が実はイマームであり、自分はその継承者であると述べ、ペルシアのイマームへ送っていた十分の一税を廃し、自分に送るべきであると主張した。ホージャ共同体は16世紀中葉に分裂の危機にあった。アンジェダーンを根拠地とするイマーム・ムスタンスィル2世はこれを知り、宗教的説諭書を共同体に与えた。
カビールッディーン・ハサンの弟が亡くなった後は基本的にピールが任命・派遣されなかったことから、アンジェダーン期のニザール派イマームはインドのホージャ共同体を直接コントロールしようとしていたとみられる。しかし実際にはサドルッディーン家の子孫たちが一定の影響力を保ち続けた。彼らはサイイドとみなされていた。17世紀のサドルッディーン家のサイイドの中には、敬虔なスーフィー聖者として生きた者もいれば、アウラングゼーブ帝が他のシーア派君主を攻めるのに協力し、思想的にスンナ派や十二イマーム派に接近した者もいる。また、宗教詩ジナーンがこの時代に盛んに作られた。

## 註釈
1. ↑  ホージャ・カーストに属していない、グジャラート北部のモームナ（英語版）と呼ばれるニザール派ムスリムや、ムルターンのシャムスィーと呼ばれるマイナーな共同体に属するムスリムも、「ホージャ」と呼ばれている実情がある[1]。
2. ↑  khōdja はインド語の thakur （主人）に対応する[1]。Thakur はロハーナーの別称でもある。称号、尊称としての khōdja については「ホージャ」の項を参照。